# Stefano Coletti
Stefano Coletti (Monte Carlo, 6 de abril de 1989) é um piloto de automobilismo nascido em Mônaco.

## Carreira

### Kart e divisões inferiores
Como todo piloto, Coletti iniciou a sua carreira no kart.
Em 2003, ele terminou como vice-campeão na desconhecida Fórmula Open Masters Italiana antes de ganhar o Troféu Andrea Margutti, e vários títulos do Campeonato Europeu ICA (categoria Júnior) em 2004, batendo nomes como Charles Pic, Jaime Alguersuari e Jules Bianchi ao longo da campanha.

### Fórmula BMW
Em 2005, Coletti transferiu-se para as principais categorias inferiores de monopostos, juntando-se à equipe Eifelland Racing para disputar a Fórmula ADAC-BMW, terminando em décimo-oitavo lugar na classificação geral. Ele também participou da última prova da temporada 2005 da Fórmula BMW (realizada no Bahrein), correndo na ASL Mücke Motorsport Team, terminando em vigésimo-quinto.
Continuou disputando regularmente o campeonato em 2006, obtendo quatro pódios (incluindo uma vitória, a primeira na categoria), para terminar em sétimo na classificação. Também participou de quatro corridas da Fórmula BMW norte-americana, ganhando por três vezes. Conseguiu terminar a temporada em quinto lugar, apesar de ter perdido grande parte do campeonato. Mais uma vez, Coletti competiu em uma etapa final da Fórmula BMW, realizada no circuito de Valência, onde terminou em terceiro lugar, atrás do finlandês Mika Maki e do vencedor da corrida, o alemão Christian Vietoris.

### Fórmula Renault
Em agosto de 2006, Coletti fez sua estreia na Fórmula Renault Fórmula Renault 2.0 Eurocup Series, pelas equipes Cram Competition e Motopark Academy, mas ele não pontuou em nenhuma das seis etapas que disputou.
Em 2007, foi contratado pela equipe espanhola Epsilon Euskadi para disputar tanto a Eurocup quanto o Campeonato Italiano de Fórmula Renault. Fechou a temporada em quarto lugar na Eurocup, com uma vitória em Hungaroring e dois lugares no pódio; no Campeonato Italiano, obteve duas vitórias (ambas em Misano), encerrando sua participação em décimo lugar.

### Fórmula 3

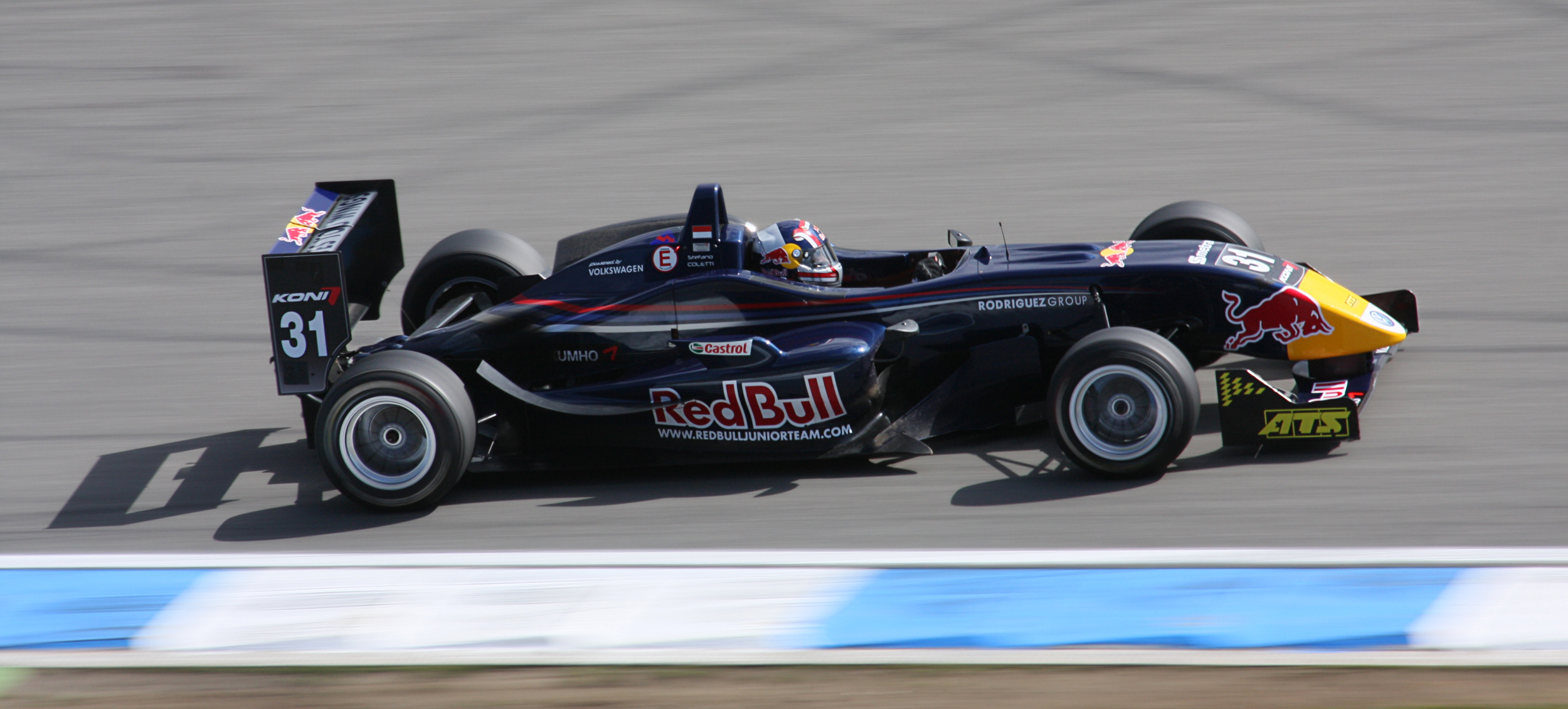
Coletti pilotando o carro da F-3 em Hockenheim, em 2008.

Coletti ascendeu à Fórmula 3 Euroseries para s disputa da temporada 2008, sendo contratado pela equipe francesa Signature-Plus. No entanto, deixou a equipe após as primeiras quatro corridas após ser excluído do Programa de Desenvolvimento de Jovens Pilotos da Red Bull.Ficou em vigésimo lugar na classificação. Participou também do Grande Prémio de Macau e de corridas extra-campeonato, mas abdicou de ambos os eventos.
Em janeiro de 2009, foi anunciado que Stefano permaneceria na equipe Prema para a temporada 2009. Na primeira prova do ano, em Hockenheim, ele classificou-se nas primeiras posições do grid, sempre se mantendo entre os primeiros para, em seguida, ganhar a corrida de abertura da temporada. No mês seguinte, Coletti participa do Masters de Fórmula 3, realizado em Zandvoort, conseguindo a qualificação na quarta posição, antes de terminar a corrida em terceiro, atrás da dupla finlandesa Mika Maki e Valtteri Bottas, vencedor da prova.
Algum tempo depois, Coletti se envolveu em um controverso acidente, após a primeira corrida na Norisring. Prestes a ficar em terceiro lugar no campeonato, o monegasco teve uma séria discussão com o vencedor da corrida, o francês Jules Bianchi. Coletti disse que Bianchi tinha dito palavras de baixo calão para ele, atingindo a ART Grand Prix. Após as acusações, Coletti foi destituído do terceiro lugar, e foi excluído do resto da temporada. 
Stefano não conseguiu mais marcar pontos após a rodada dupla de Oschersleben, e terminou em décimo lugar no campeonato.

### Fórmula Renault 3.5 Series
Em novembro de 2008, Coletti entrou para a Fórmula Renault 3.5 Series, após um teste da RC Motorsport, em Valência, ao lado do ex-piloto da GP2 Andy Soucek. Em 15 de maio de 2009, ele correria a etapa realizada em seu país natal, substituindo Frankie Provenzano. Terminou em décimo-primeiro lugar, mas após Marco Barba sofrer uma penalização de 25 segundos, Coletti ascendeu à zona de pontuação.
Atualmente, Stefano corre ao lado do inglês Greg Mansell (filho de Nigel Mansell) na Comtec Racing.

### GP2 Series

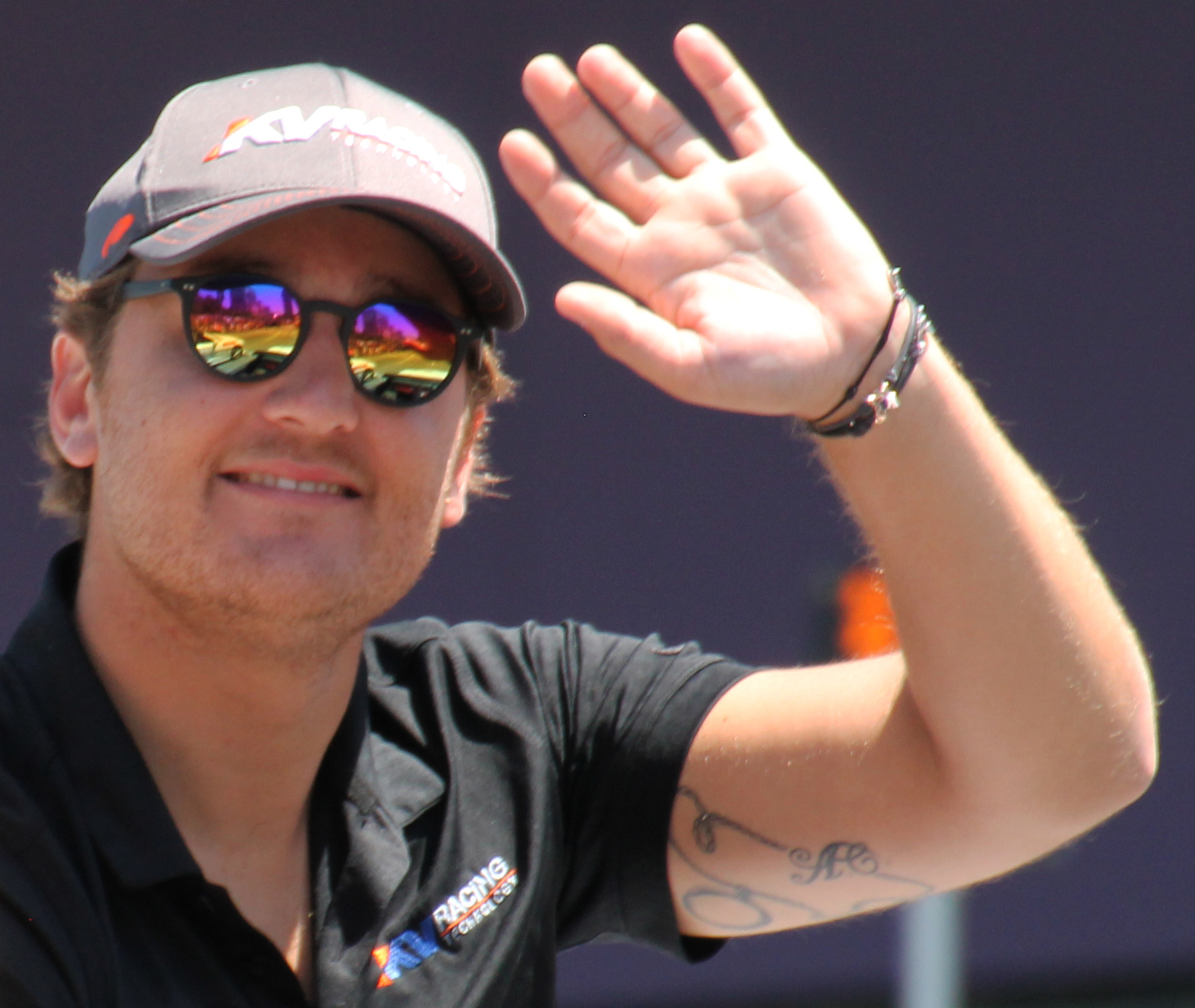
Stefano Coletti, 2015

Stefano Coletti fez a sua estreia na GP2 Series (atual Campeonato de Fórmula 2 da FIA) em Valência, substituindo o italiano Davide Valsecchi na Durango. Ele sofreu três drive-throughs durante sua curta passagem pela categoria: um por queimar largada, outro por cruzar a linha branca na saída do pit-lane, antes de abandonar. Na segunda corrida, ele acabou parado no grid e foi penalizado por insistir em largar normalmente em vez de largar dos boxes - colidiu com o espanhol Dani Clos antes de sofrer a penalidade.
Em sua terceira corrida da GP2, no temido circuito de Spa-Francorchamps, Coletti bateu forte a duas voltas do fim, por não ter contornado a Eau Rouge de forma correta. Vendo que as condições de Coletti preocupavam, a direção de prova resolveu terminar a prova. O monegasco sofreu ferimentos leves, e também compressão de algumas vértebras.
Em decorrência das lesões sofridas, Stefano perdeu a rodada dupla da F-3 em Brands Hatch. Chegou a retornar À GP2 para disputar a rodada dupla de Monza, mas as lesões sofridas em Spa fizeram com que o piloto desistisse. 
Em novembro de 2010, o jovem monegasco foi anunciado como novo piloto da equipe Trident Racing, fazendo com que ele, que disputou, além da F-Renault, algumas etapas da GP3 e da AutoGP, realize a sua primeira temporada completa na GP2
Trident anuncia contratação de Coletti para temporada de 2011 da GP2
.